# Nezumia stelgidolepis
Nezumia stelgidolepis és una espècie de peix de la família dels macrúrids i de l'ordre dels gadiformes.

## Morfologia
- Els mascles poden assolir 45 cm de llargària total.[6][7]

## Hàbitat
És un peix d'aigües profundes que viu entre 277-909 m de fondària.

## Distribució geogràfica
Es troba des de l'illa de Vancouver (Canadà) fins al sud del Perú.